# Tsst
Tsst är det sjunde avsnittet i den tionde säsongen av den amerikanska animerade tv-serien South Park. Det sändes ursprungligen på Comedy Central den 3 maj 2006. I avsnittet har Liane Cartman problem med att kontrollera sin son Eric Cartman och vänder sig till flera verklighets-TV-program för att få hjälp med hans bortskämda beteende.

## Handling
Eric Cartman tvingar en elev i en Saw-liknande situation och kallas till skolkuratorn tillsammans med sin mamma Liane. Hon erkänner att hon inte längre kan kontrollera Cartman och söker hjälp från Nanny 911 och Supernanny, men dessa metoder misslyckas. Hon vänder sig då till Cesar Millan, The Dog Whisperer, som använder hundträningsmetoder på Cartman. Det visar sig effektivt, men när Cartman inser att han inte längre kan kontrollera sina handlingar, planerar han att döda sin mamma. Efter att hans inre samvete stoppar honom, återgår han till sitt bortskämda beteende när Liane lovar honom vad han vill ha.

## Mottagande
Eric Goldman från IGN gav avsnittet betyget 8 av 10 och skrev att det var ett "mycket roligt avsnitt" och en bra fokusering på Cartman och vad som kan få honom att lyda. När Cesar Millan blev tillfrågad om han blev upprörd av sin karikatyr i avsnittet svarade han att han tyckte att hela avsnittet var "fantastiskt".